# کوت حسن‌خان
کوت حسن‌خان (به انگلیسی: Kot Hasan Khan) یک روستا در پاکستان است که در ناحیه حافظ‌آباد واقع شده‌است.